# Albé
Albé é uma comuna francesa na região administrativa de Grande Leste, no departamento Baixo Reno. Estende-se por uma área de 10,71 km². Em 2010 a comuna tinha 463 habitantes (densidade: 43,2 hab./km²).
Até 1867, a vila era conhecida pelo seu nome alemão Erlenbach.